# Yole
 (septembre 2019).
Si vous disposez d'ouvrages ou d'articles de référence ou si vous connaissez des sites web de qualité traitant du thème abordé ici, merci de compléter l'article en donnant les références utiles à sa vérifiabilité et en les liant à la section « Notes et références ».
Ne doit pas être confondu avec Yawl ou Yol, la permission.

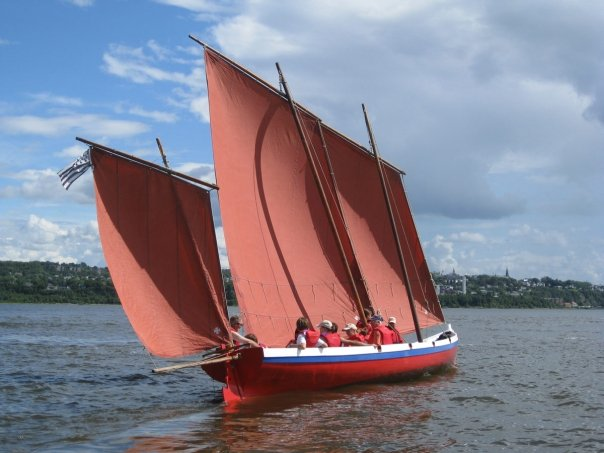
La yole de Bantry Volonté de l'association Treizour en baie de Douarnenez.

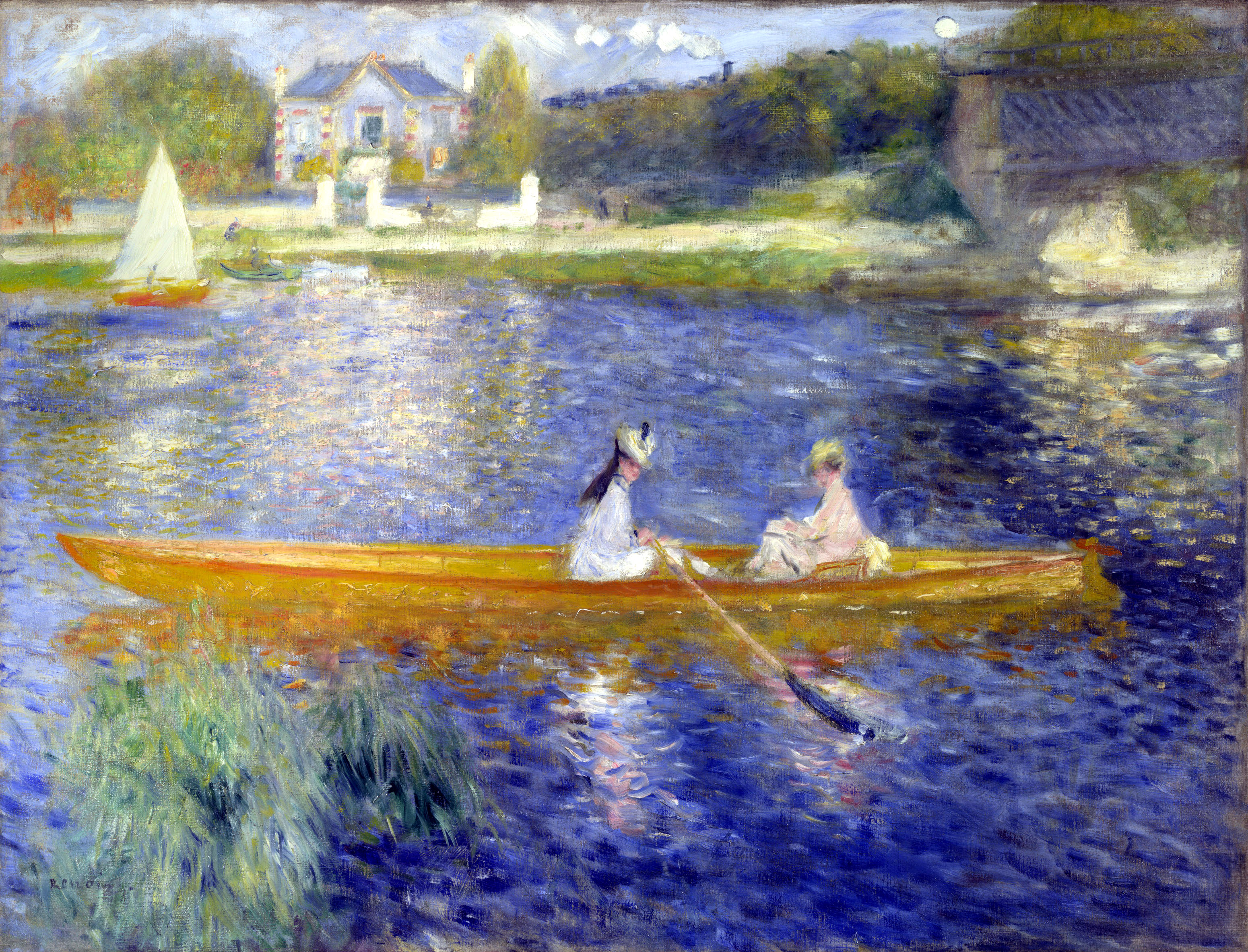
La Yole (1875) par Renoir (Londres, National Gallery).

Une yole est un type d'embarcation légère propulsé soit à l'aviron (quelques bancs de nage) soit à la voile. L'étymologie du mot vient du danois « jolle » ou du néerlandais « jol » et désigne à l'origine une embarcation légère et allongée, d'un faible tirant d'eau, propulsée généralement à l'aviron.

## Yole de rivière
Au XIXe siècle et début du XXe siècle, la yole était une embarcation à l'aviron à un ou deux rameurs avec barreur (ou barreuse), non pontée, bordée à clins ou à franc bord ; c'était le bateau préféré des canotiers de la Seine et de la Marne, comme on peut le voir dans certains tableaux d'Édouard Manet, Auguste Renoir ou encore Ferdinand Gueldry. À partir de 1870, elles sont équipées du banc à coulisse. Les premiers bateaux de compétition d'aviron étaient des « canots-yoles ». Aujourd'hui, les clubs d'aviron utilisent la « yolette » pour l'entraînement et la randonnée.

## Yole de mer
La yole d'aviron de mer, de conception récente, est construite à bouchains ou en forme avec des matériaux modernes (contreplaqué marine, fibre de verre) ; elle est pontée avec cockpit auto videur.

## Yole de Bantry
La yole de Bantry est la réplique d'une embarcation du XVIIIe siècle, plus précisément aux alentours de 1796. À la voile, elle est pourvue d'un taillevent, d'une misaine et d'un tape-cul ; à l'aviron, elle utilise dix avirons en pointe. 
Ces embarcations participent à des rencontres à voile ou à l'aviron lors de l'Atlantic challenge (organisation internationale du même nom) ou lors des Défis des Jeunes Marins organisés par la Fédération Voile-Aviron (FVA) en France,.

## Yole de Ness
La yole de Ness est une embarcation voile/aviron à clins non-pontée avec trois bancs de nage, embarquant jusqu'à sept personnes. Elle est inspirée de bateaux des îles Shetland utilisés pour la pêche. 

## Yole ronde de Martinique

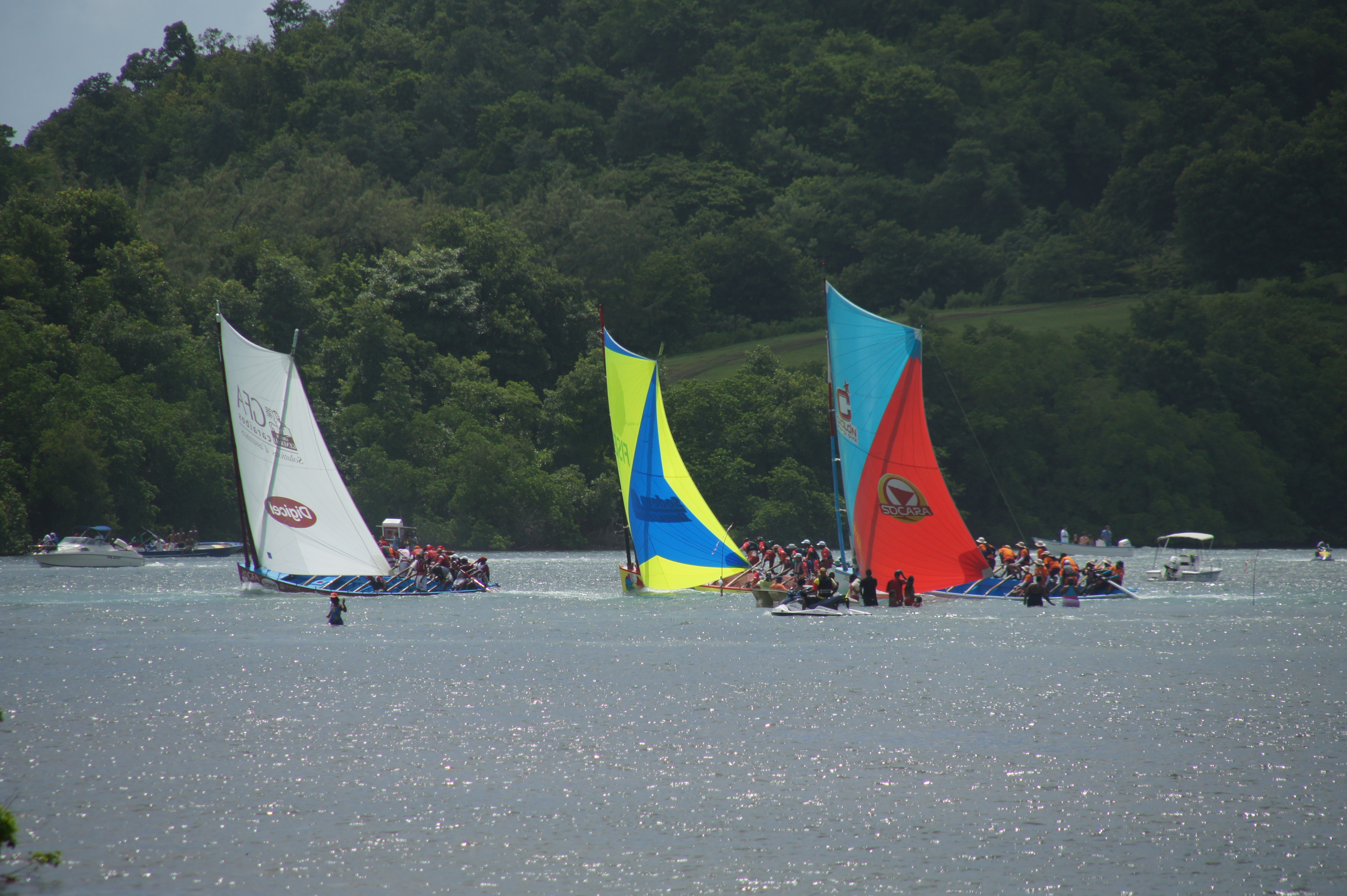
Yoles rondes lors du tour de la Martinique des yoles rondes.

La yole ronde de la Martinique désigne une embarcation légère avec une voile, reprenant le dessin des barques ancestrales des pêcheurs antillais. Elle ne comporte pas de bancs de nage mais des « bois dressés » sur les côtés et une godille à l'arrière.
Le Tour de Martinique des Yoles rondes (ou Tour de Martinique en yole), fin juillet, début août, est une des épreuves sportives les plus populaires de l'île.

## Yole d'Aboville
La Yole 16 (16 pieds) est la première yole de mer conçue à bancs coulissants, armée en couple. Créée en 1982 pour faciliter l'initiation à l'aviron de mer, elle a été nommée « Yole d'Aboville » du nom de son concepteur, le navigateur Gérard d'Aboville.

## Yole des marais

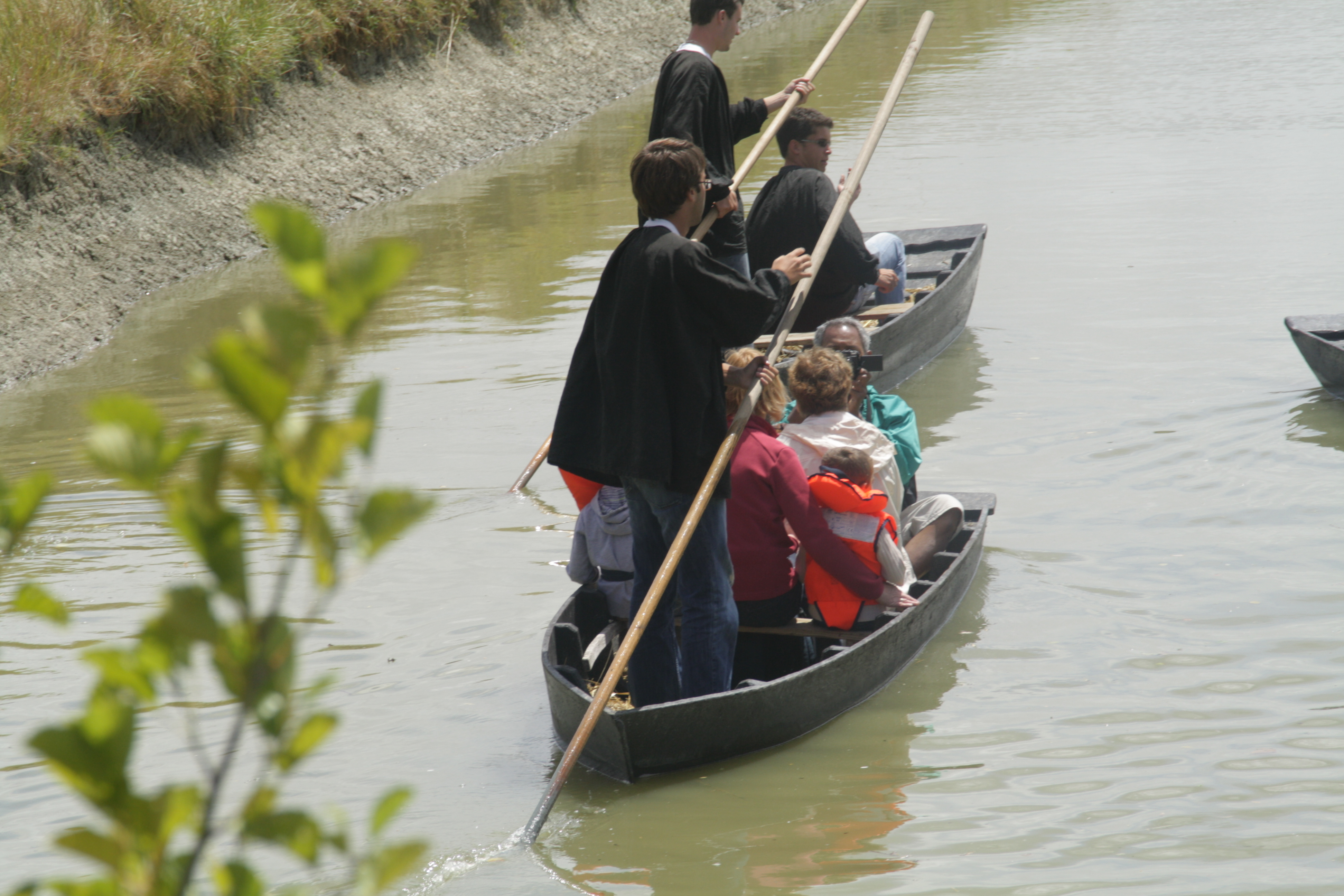
Yoles des marais en Vendée.

Dans le Marais poitevin et le Marais breton, dans l'ouest de la France, une yole est une petite embarcation propulsée à la pagaie ou à la perche servant à se déplacer dans les canaux et étiers.

## Yole OK
La Yole OK est un voilier monotype de régate gréé en catboat, développé dans les années 1950 au Danemark (dans les langues scandinaves comme en allemand, le terme jolle s'est spécialisé à l'époque moderne pour désigner ce qu'on appelle en français « dériveur léger »). 